# Канакис, Анна
Анна Канакис (итал. Anna Kanakis, греч. Άννα Κανάκη; 1 февраля 1962, Мессина, Сицилия — 19 ноября 2023, Рим) — итальянская актриса и фотомодель.

## Биография
Анна Мария Канакис родилась 1 февраля 1962 года в городе Мессина, Италия. Отец — греческого происхождения, мать — итальянка.
В 1977 году Анна Канакис победила на конкурсе красоты «Мисс Италия». Актёрскую карьеру начала в 1980-х годах. Также, в 1981 году, участвовала в конкурсах Мисс Вселенная и «Мисс Европа» (заняла второе место). Снялась в 28 фильмах и телесериалах.
Автор ряда книг (дебютировала в 2010 году). Её роман «Любовница Геббельса» посвящён истории Лиды Бааровой.

## Личная жизнь
Бывший муж — пианист известной рок-группы Goblin Клаудио Симонетти (в браке с 1981 до 1983).
Умерла 19 ноября 2023 года после семи месяцев борьбы с тяжёлой болезнью.

## Фильмография
| Год  |   | Русское название                      | Оригинальное название             | Роль                   |
| ---- | - | ------------------------------------- | --------------------------------- | ---------------------- |
| 1983 | ф | 2019: После падения Нью-Йорка         | 2019 — Dopo la caduta di New York | Аня                    |
| 1983 | ф | Особые приметы: Неотразимый красавчик | Segni particolari: bellissimo     | Розалина               |
| 1989 | с | Океан                                 | Oceano                            | Мануэлла               |
| 1991 | ф | Молодая Екатерина                     | Young Catherine                   | графиня Анна Воронцова |
| 2006 | ф | Расследование                         | L'inchiesta                       | Клавдия Прокула        |